# Geometra pratti
Geometra pratti là một loài bướm đêm trong họ Geometridae.